# Adversaire (comics)
Pour les articles homonymes, voir Adversaire.
L’Adversaire (Adversary) est un super-vilain appartenant à l’univers de Marvel Comics. Il est apparu pour la première fois dans Uncanny X-Men n°188, en 1984.

## Origines
Pendant la guerre du Viêt Nam, le soldat connu sous le nom de Forge vit son unité se faire décimer par les Viet Cong. Il utilisa ses connaissances en magie shamanique pour invoquer l’Adversaire et détruire ses ennemis, puis bannit le démon. Toutefois, l’être mystique garda un lien avec la réalité.
Des années plus tard, le mentor de Forge, Nazé, fut tué par un Spectre, un parasite extra-terrestre qui investit sa psyché. L’alien invoqua l’Adversaire, qui le tua. Ce dernier fut ensuite capable de sortir de sa dimension et captura Forge et Tornade des X-Men, qu’il enferma dans une forteresse appartenant à Roma.
L’Adversaire voyagea ensuite jusqu’au Texas, où il affronta le reste de l’équipe mutante et la Freedom Force (pendant le crossover Fall of the mutants). Pour vaincre l’entité à jamais, 9 âmes devaient être sacrifiées et les X-Men acceptèrent. Forge lança le sort qui les débarrassa de leur ennemi mais coûta la vie aux X-Men. Cependant, Roma les ressucita secrètement. 
L’Adversaire revint une nouvelle fois sur Terre, en s’incarnant physiquement dans le corps du fils de la mutante Haven. Il fut de nouveau banni par Forge, alors affilié à Facteur-X.

## Pouvoirs
- L’Adversaire est un puissant démon, possédant de grands pouvoirs surnaturels.
- Son essence est indestructible, et son incarnation ne craint que la magie et le fer.
- Quand il se manifeste physiquement, sa force et son endurance dépassent l’entendement.
- Ce démon possède la faculté de modifier la réalité dans un certain degré, et il s’en sert pour voyager entre les dimensions et les plans d’existence. Il peut aussi invoquer des démons mineurs et les contrôler.

## Apparitions dans d'autres médias
- 1990 : Adversaire apparaît dans le jeu vidéo X-Men II: The Fall of the Mutants
- 2024 : Adversaire apparaît dans 2 épisodes de la série d'animation X-Men ’97 et est exprimé par Alison Sealy-Smith[5].